# Platform (styresystem)
 For alternative betydninger, se Platform. (Se også artikler, som begynder med Platform)
En platform er i computerterminologi en bestemt type styresystem kørende på en bestemt type maskiner. Nogle gange blot en bestemt type maskiner.
Et eksempel på en platform kan være Linux på Alpha-processorer.

## EDB platforme
- .NET
- IBM Future Systems project
- IBM PC compatible
- ICL 2900 serien
- Inferno
- Java platform
- Plan 9 from Bell Labs
- PnetC
- QNX
- System/360
- System/370
- Wintel

## Mobiltelefon platforme
- BREW
- Helix
- Java ME
- Nokia Series60
- Palm OS
- Qtopia
- Symbian OS
- Windows Mobile